# Želva karolínská
Želva karolínská (Terrapene carolina) je druh želvy z čeledi emydovití. Má pět poddruhů. Může se zcela uzavřít v krunýři (řadí se mezi několik druhů, které se anglicky nazývají „box turtles“). Želva se živí širokou škálou rostlin a zvířat. 
Vyskytuje se v Mexiku a USA, je převážně suchozemská.

## Poddruhy
Želva karolínská má pět poddruhů:
| Název                       | Fotografie |
| --------------------------- | ---------- |
| Terrapene carolina carolina |            |
| Terrapene carolina bauri    |            |
| Terrapene carolina yucatana |            |
| Terrapene carolina mexicana |            |
| Terrapene carolina major    |            |